# 塔夫坦火山

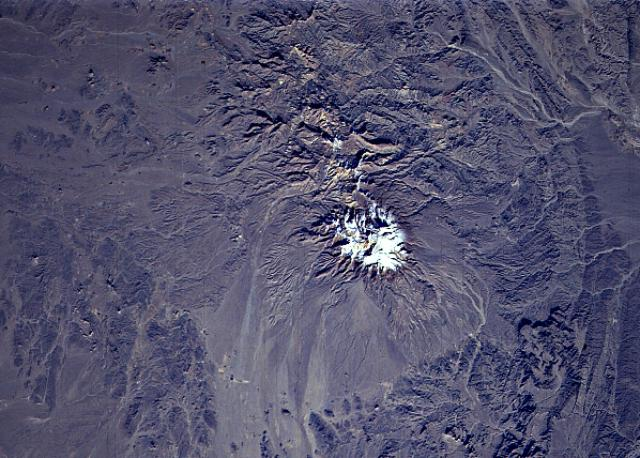

塔夫坦火山（波斯語：‎，Taftân）是伊朗的火山，位於該國東南部錫斯坦－俾路支斯坦省，海拔高度3,940米，山體由安山岩組成，最近一次火山噴發在1993年4月25日發生。
波斯语中“塔夫坦”（‎，Taftân）意为“沸腾的、炽热的、冒烟的”，派生自‎（taft）“热”。塔夫坦火山是是伊朗东南部最高的山峰，也是伊朗境内唯一的活火山。